# Prefektura apostolska Shashi
Prefektura apostolska Shashi (łac. Praefectura Apostolica Siangtanensis, chiń. 天主教沙市监牧区) – rzymskokatolicka prefektura apostolska ze stolicą w Shashi, w prefekturze miejskiej Jingzhou, w prowincji Hubei, w Chińskiej Republice Ludowej.
W nomenklaturze Patriotycznego Stowarzyszenia Katolików Chińskich nosi nazwę diecezja Jingzhou.

## Historia
7 lipca 1936 z mocy decyzji Piusa XI wyrażonej w bulli Ad Catholicum erygowano prefekturę apostolską Shashi. Dotychczas wierni z tych terenów należeli do wikariatu apostolskiego Yichang (obecnie diecezja Yichang).
Podczas II wojny światowej prefekt apostolski o. Julian Edward Dillon OFM był więziony przez Japończyków. W 1944 przybył do rodzinnych Stanów Zjednoczonych cierpiąc na niedożywienie. Po zakończeniu wojny powrócił do Chin.
Z 1950 pochodzą ostatnie pełne, oficjalne kościelne statystyki. Prefektura apostolska Shashi liczyła wtedy:
- 8869 wiernych (0,4% społeczeństwa)
- 27 kapłanów (10 diecezjalnych i 17 zakonnych)
- 18 sióstr i 18 braci zakonnych
- 14 parafii.

Od zwycięstwa komunistów w chińskiej wojnie domowej w 1949 prefektura apostolska, podobnie jak cały prześladowany Kościół katolicki w Chinach, nie może normalnie działać. Prefekt apostolski o. Julian Edward Dillon OFM został aresztowany już w 1949 i 1 kwietnia 1951 wydalony z komunistycznych Chin. Później pracował na Tajwanie.
W 1950 administratorem prefektury został ks. Zheng Deqing. Brak danych o jego późniejszym życiu. Po odwilży, gdy władze zezwoliły na praktyki religijne, w 1980 kolejnym administratorem został ks. Zhou Leshi. Pełnił on tę funkcję do śmierci w 2001. Administrowanie prefekturą objął po nim ks. Philip Chen Yongfa.
Brak jest informacji o jakimkolwiek prefekcie apostolskim z Kościoła podziemnego. Patriotyczne Stowarzyszenie Katolików Chińskich nigdy nie mianowało w Shashi swojego ordynariusza, a w 1999 połączyło ją z diecezją Enshi i zmieniło nazwę na diecezja Jingzhou. Zostało to dokonane bez mandatu Stolicy Świętej, więc z kościelnego punktu widzenia działania te były nielegalne. W diecezji Jingzhou PSKCh dotychczas nie mianowało biskupa.

## Prefekci apostolscy
- o. Julian Edward Dillon OFM[3] (1936 – 1961) de facto aresztowany 1949 i wydalony z komunistycznych Chin w 1951, nie miał po tym czasie realnej władzy w prefekturze
  - ks. Zheng Deqing (1950 – ?) administrator
- sede vacante (być może urząd prefekta sprawowali duchowni Kościoła podziemnego) (1961 – nadal)
  - ks. Zhou Leshi (1980 – 2001) administrator
  - ks. Philip Chen Yongfa (? – nadal) administrator